# Телешовский район
Телешовский район — административно-территориальная единица в составе Средневолжской области, существовавшая в 1928 — 1929 годах. Административный центр — с. Телешовка.

## География
Административный центр района — село Телешовка, с населением в 991 человек, занимает удобное географическое положение, находясь почти в геометрическом центре района. Территория района равна 1139 кв. км. Население района определяется в 41728 чел. Район экономически связан с Ульяновском .

## История
Телешовский район был образован в 1928 году в составе Ульяновского округа Средневолжской области. В состав района вошли следующие территории бывшего Ульяновского уезда Ульяновской губернии: Телешевская (Шумовская) волость полностью и часть Нагаткинской волости.
На конец 1928 года район включал сельсоветы: Телешовский, Александровский, Арбузовский, Бессоновский, Богородско-Репьевский, Васильевский, Вышкинский, Елхово-Озерный (татарское), Елхово-Озерный (чув.), Ивашевский, Кашинский, Кайсаровский, Крестниковский, Малонагаткинский, Мокро-Бугурнинский, Нагаткинский, Норовский, Покровский, Полдамасовский, Русско-Беденьговский, Русско-Цильнинский, Семеновский, Староалейкинский, Сухо-Бугурнинский, Ундоровский, Шумовский.
Постановлением ВЦИК от 21 января 1929 года Телешовский район был ликвидирован, а территория вошла в состав Богдашкинского района .

## Инфраструктура
Учреждения социально-культурного порядка расположены вне районного центра. Больницы имеются: в Мокрой Бугурне, Нагаткине и Ундорах. Районный центр связан с Ульяновском телефоном. Дорожная связь с окружным центром и с районом только по грунтовым дорогам.